# 파울 베커

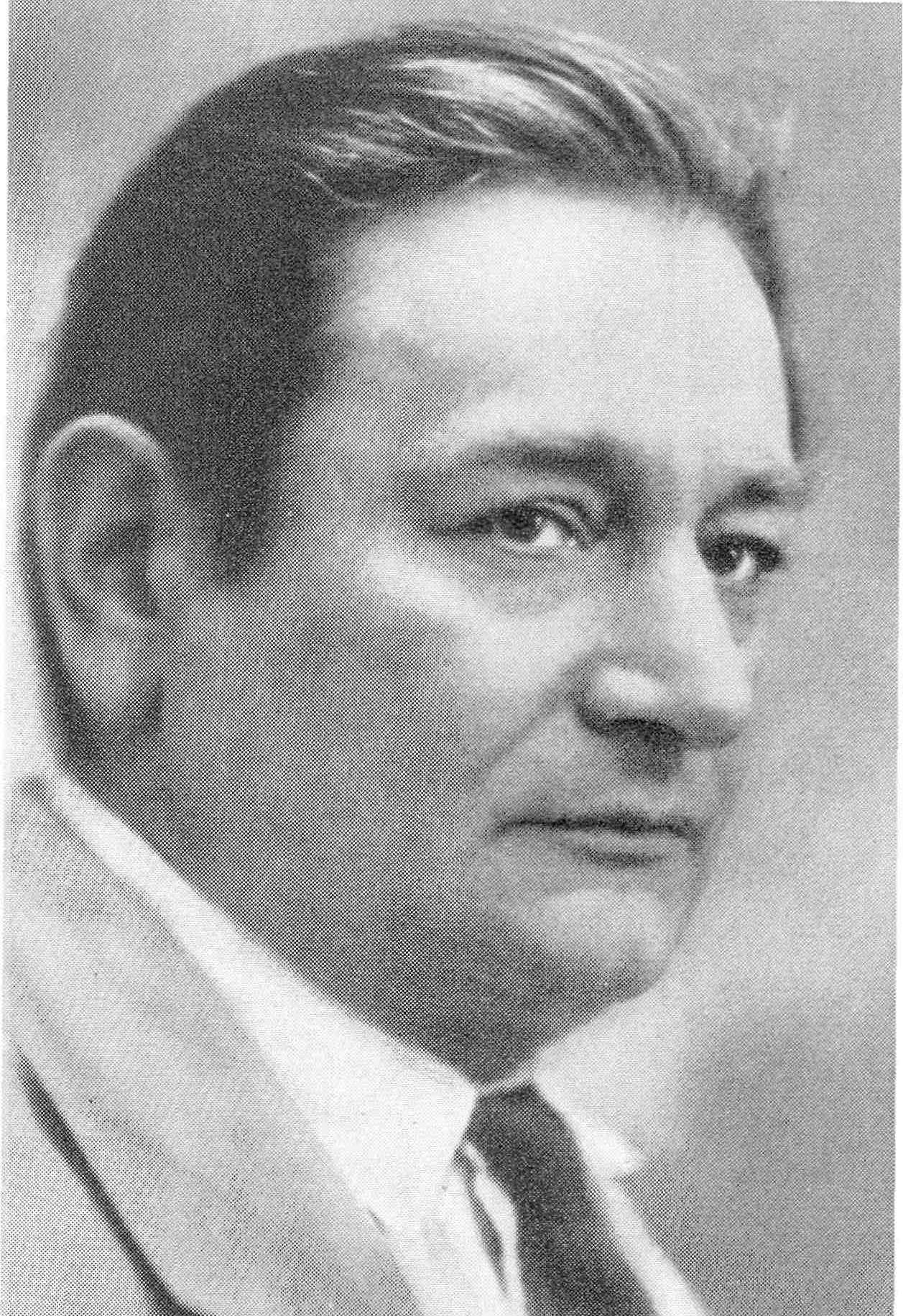
파울 베커

파울 베커 (Paul Bekker, 1882년 9월 11일 베를린 – 1937년 3월 7일 뉴욕 )는 20세기의 가장 명료하고 영향력 있는 독일 음악 평론가 중 한 명이다.
예일 대학교의 음악 도서관에는 다양한 편지, 문서, 영수증, 사진, 인쇄된 악보 및 기타 형태의 잡화가 포함된 파울 베커 콜렉션(Paul Bekker Collection)이 있으며, 그 중 일부는 역사적, 음악학적 가치가 뛰어나다고 알려져 있다.